# Greensleeves Records
Greensleeves Records è una etichetta discografica inglese specializzata in musica reggae e dancehall.
Fondata da Chris Cracknell e Chris Sedgwick iniziò l'attività come un piccolo negozio di dischi situato a West Ealing, Londra, nel novembre del 1975.
Ha pubblicato dischi di Dr Alimantado, Scientist, Eek-A-Mouse, Yellowman, Billy Boyo, Anthony Johnson, Mad Cobra, Shabba Ranks, Gregory Isaacs, Sizzla, Dennis Brown, Elephant Man, Augustus Pablo, Alborosie.
Greensleeves ha attualmente uno dei più vasti cataloghi di musica reggae al mondo.
All'inizio del 2008, l'etichetta è stata acquistata da VP Records, la più grande etichetta reggae al mondo. Nonostante l'acquisizione, la Greensleeves Records ha mantenuto la propria autonomia.